# Muschleria angolensis
 Muschleria angolensis  S.Moore, 1914 è una pianta angiosperma dicotiledone della famiglia delle Asteraceae. Muschleria angolensis è anche l'unica specie del genere Muschleria  S.Moore, 1914.

## Etimologia
Il nome scientifico della specie è stato definito per la prima volta dal botanico Spencer Le Marchant Moore (1850-1931) nella pubblicazione " Journal of Botany, British and Foreign. London" ( J. Bot. 52: 89) del 1914. Il nome scientifico del genere è stato definito per la prima nella stessa pubblicazione.

## Descrizione
Muschleria angolensis è una erbacea arbustiva e rizomatosa con cicli biologici perenni. Spesso sulla superficie di queste piante sono presenti peli semplici multisettati.
Le foglie sono disposte in modo alterno. Possono essere sia picciolate che sessili. La lamina in genere è intera è lineare; la consistenza può essere membranacea. Le venature normalmente sono pennate. I margini sono continui o seghettati. La superficie inferiore è tomentosa.
L'infiorescenza è formata da pochi capolini sessili spesso in formazioni globose ma anche solitari. La struttura dei capolini è quella tipica delle Asteraceae: un peduncolo sorregge un involucro a forma spesso campanulata composto da circa 20 squame (o brattee) disposte su 4 - 5 serie embricate e scalate che fanno da protezione al ricettacolo sul quale s'inseriscono i fiori di tipo tubuloso. Le brattee dell'involucro, persistenti, a volte sono divise in esterne e interne. Il ricettacolo normalmente è sprovvisto di pagliette (ricettacolo nudo).
I fiori, da 4 a 6, sono tetra-ciclici (ossia sono presenti 4 verticilli: calice – corolla – androceo – gineceo) e pentameri (ogni verticillo ha in genere 5 elementi). I fiori sono inoltre ermafroditi e actinomorfi.
- Formula fiorale:

*/x K {\displaystyle \infty }, [C (5), A (5)], G 2 (infero), achenio
- Calice: i sepali del calice sono ridotti ad una coroncina di squame.
- Corolla: la corolla, formata da un tubo imbutiforme terminanti in 5 lobi, è cosparsa di ghiandole; i lobi sono spinosi. Il colore varia da blu a bianco.
- Androceo: gli stami sono 5 con filamenti liberi e distinti, mentre le antere sono saldate in un manicotto (o tubo) circondante lo stilo.[11] Le antere sono sagittate senza code; in genere sono prive di ghiandole. Il polline è del tipo triporato (con le fessure di germinazione costituite da tre pori)[12](non è "lophato").
- Gineceo: lo stilo è filiforme con base con larghi nodi o protuberanze. Gli stigmi dello stilo sono due lunghi e divergenti; sono sottili, pelosi e con apice acuto. L'ovario è infero uniloculare formato da 2 carpelli. Gli stigmi hanno la superficie stigmatica interna (vicino alla base).[13]

I frutti sono degli acheni con pappo. Gli acheni hanno 10 coste con delle ghiandole tra le coste. All'interno si può trovare del tessuto di tipo idioblasto e rafidi di tipo subquadrato da corti a elongati; non è presente il tessuto fitomelanina. Il pappo è coroniforme

## Biologia
- Impollinazione: l'impollinazione avviene tramite insetti (impollinazione entomogama tramite farfalle diurne e notturne).
- Riproduzione: la fecondazione avviene fondamentalmente tramite l'impollinazione dei fiori (vedi sopra).
- Dispersione: i semi (gli acheni) cadendo a terra sono successivamente dispersi soprattutto da insetti tipo formiche (disseminazione mirmecoria). In questo tipo di piante avviene anche un altro tipo di dispersione: zoocoria. Infatti gli uncini delle brattee dell'involucro si agganciano ai peli degli animali di passaggio disperdendo così anche su lunghe distanze i semi della pianta.

## Distribuzione e habitat
La specie di questa voce si trova solamente in Angola.

## Tassonomia
La famiglia di appartenenza di questa voce (Asteraceae o Compositae, nomen conservandum) probabilmente originaria del Sud America, è la più numerosa del mondo vegetale, comprende oltre 23 000 specie distribuite su 1 535 generi, oppure 22 750 specie e 1 530 generi secondo altre fonti (una delle checklist più aggiornata elenca fino a 1 679 generi). La famiglia attualmente (2021) è divisa in 16 sottofamiglie.

### Filogenesi
Le specie di questo gruppo appartengono alla sottotribù Erlangeinae descritta all'interno della tribù Vernonieae Cass. della sottofamiglia Vernonioideae Lindl.. Questa classificazione è stata ottenuta ultimamente con le analisi del DNA delle varie specie del gruppo. Da un punto di vista filogenetico in base alle ultime analisi sul DNA la tribù Vernonieae è risultata divisa in due grandi cladi: Muovo Mondo e Vecchio Mondo. I generi di Erlangeinae appartengono al subclade relativo all'Africa tropicale e meridionale (l'altro subclade africano comprende anche specie delle Hawaii) frammisti ai generi di altre sottotribù; si tratta quindi di un clade non ancora ben risolto filogeneticamente.
La sottotribù, e quindi i suoi generi, si distingue per i seguenti caratteri:
- le specie della sottotribù sono principalmente di origine Africana;
- nella pubescenza sono presenti peli da asimmetrici a simmetrici a forma di "T";
- alcune specie hanno delle foglie pennate divise in segmenti;
- le infiorescenze in genere non sono sottese alla base da brattee fogliacee;
- il polline varia da triporato a tricolporato;
- gli acheni possono avere da 4 a 12 coste;
- il pappo è cupoliforme.

In precedenza la tribù Vernonieae, e quindi la sottotribù di questo genere (Erlangeinae), era descritta all'interno della sottofamiglia Cichorioideae.
I caratteri distintivi per le specie di questo genere ( Muschleria)sono:
- le infiorescenze sono composte da uno o più capolini sessili in densi glomeruli;
- il pappo è coroniforme.

Il numero cromosomico delle specie di questo genere è: 2n = 18.